# Lac de la Traîne
Le lac de la Traîne est un plan d'eau douce située dans le territoire non-organisé du Lac-Normand, dans la municipalité régionale de comté de Mékinac, dans la région administrative de la Mauricie, au Québec, au Canada.
Dès le milieu du XIXe siècle, la foresterie a été à la base de l'économie de cette zone. Au XXe siècle, les activités récréo-touristiques ont été mises en valeur dans ce secteur entièrement forestier. La surface du lac de la Traîne est généralement gelée de novembre à avril. Néanmoins, la circulation sécuritaire sur la glace débute habituellement vers la mi-décembre jusqu'à la fin mars.

## Géographie
Le lac de la Traîne est situé du côté ouest de la Réserve faunique du Saint-Maurice, à l'ouest de la rivière Saint-Maurice, au nord de la rivière Matawin et au nord de Shawinigan. Le lac Éthel est situé à 0,54 km à l'est du lac de la Traine ; le lac Baude à 3,1 km et le lac Normand (Mékinac) à 7,5 km.
Les bassins versants est relativement restreint autour du lac à cause de la proximité des montagnes autour qui marquent la ligne de partage des eaux avec les autres versants voisins qui sont :
- du côté nord : ruisseau du Minister, un affluent de la rivière Livernois ;
- du côté est : versant des lacs Éthel, Dorval et Baude ;
- du côté sud-ouest : versant du lac des Aigles, lequel se déverse dans la rivière des Aigles.

Le lac de la Traîne s'affiche difforme en trois sections :
- la partie nord (longue de 1,2 km et largeur maximale de 220 m) orientée vers le nord-ouest ; cette partie reçoit les eaux du lac Mabel situé au sud-ouest ;
- la partie centrale (longue de 1,1 km et largeur maximale de 0,7 km à cause de deux baies situées face à face, sur les rives opposées), orienté vers le sud-est ;
- la partie sud-ouest (longue de 1,8 km et largeur maximale de 240 m) orientée vers le sud ouest ; cette section du lac est caractérisée par trois grandes baies qui s'étendent vers l'ouest.

L'embouchure du lac est située du côté est à la limite de la partie centrale et la partie sud-ouest du lac. La décharge du lac coule sur 210 m vers l'est pour se déverser dans le lac Dorval (long de 2,1 km, orienté vers le sud-est). Le courant le traverse sur 1,6 km jusqu'à l'embouchure du lac situé au fond d'une baie étroite au sud-est du lac. Le lac Dorval reçoit les eaux du lac Éthel et du "lac du Pinson". À partir de l'embouchure du lac Dorval, le courant coule sur 2,0 km vers le sud-est en recueillant les eaux du lac du Milouin et en traversant le "lac du Garrot", pour aller se déverser dans le lac Baude. Ce dernier lac constitue l'un des grands plans d'eau de tête de la rivière Livernois.

## Toponymie
Le toponyme "lac de la Traîne" a été officialisé le 5 décembre 1968 à la Banque des noms de lieux de la Commission de toponymie du Québec.